# Theo Germaine
Theo Germaine est une personnalité américaine de cinéma, qui se fait principalement connaître pour son rôle de James Sullivan dans la série télévisée de Netflix The Politician.

## Vie privée
Théo Germaine naît dans l'État de l'Illinois, aux États-Unis et travaillait dans un café à Chicago avant de déménager temporairement à Los Angeles, pour le tournage de la série The Politician. Germaine est non-binaire et utilise les pronoms they/them (iel en français) et il/lui.

## Filmographie
Sauf indication contraire, les informations mentionnées dans cette section peuvent être confirmées par la base de données cinématographiques IMDb,  présente dans la section « Liens externes ».

### Télévision
- 2019-2020 : The Politician - 15 épisodes  : James Sullivan
- 2019 : Work in Progress - 8 épisodes : Chris[2]
- 2021-2022 : 4400 : Noah Harris

### Cinéma
- 2019 : Adam de Rhys Ernst : Carlisle
- 2019 : Holy Trinity de Molly Hewitt : Baby[3]
- 2022 : Night's End de Jennifer Reeder : Lyden Knight
- 2022 : They/Them de John Logan : Jordan